# Colline de Québec
Ne doit pas être confondu avec Colline parlementaire de Québec.
La colline de Québec, aussi appelée promontoire de Québec, escarpement de Québec ou encore plateau Québec-Sainte-Foy, est un plateau de forme ovale sur lequel est bâtie la partie haute des arrondissements Sainte-Foy–Sillery–Cap-Rouge et La Cité-Limoilou à Québec. Elle est parfois improprement désignée par sa constituante la plus connue de par son histoire, le cap Diamant, situé à l'extrémité orientale. On fait également référence à la « Haute-ville », mais seulement pour la partie est de la colline.

## Géographie
Le plateau mesure environ 13 km de long dans un axe nord-est/sud-ouest, et toise 4 km dans sa plus grande largeur. Il est bordé au nord-est par l'embouchure de la rivière Saint-Charles et au sud-ouest par l'embouchure de la rivière du Cap Rouge, épousant les contours de la faille de Logan au nord et du fleuve Saint-Laurent au sud.
La Ville de Québec reconnaît divers « milieux naturels d'intérêt » sur les falaises du promontoire où l'absence d'activités humaines attire de nombreux animaux. Sur son versant sud, tout juste à l'ouest du cap Diamant, se situe le Cap-Blanc qui contient une cédrière sèche sur roc, avec présence d'érables à sucre.
Dans les secteurs de Sillery et Sainte-Foy, on retrouve davantage de hauts et denses feuillus, dominés par l'érable à sucre, le frêne d'Amérique et le chêne rouge.
Quelques milieux naturels d'intérêts y sont localisés sur la falaise, ou encore près du sommet (domaine Cataraqui, parc du Bois-de-Coulonge). Un peu plus à l'ouest du pont, on retrouve le secteur du sentier des Grèves, aménagé par la Commission de la capitale nationale en 2011 dans le cadre du prolongement vers l'ouest de la promenade Samuel-De Champlain. On y retrouve notamment deux chênaies rouges à érable à sucre matures — considérées comme rares dans la région — ainsi que des tronçons parfois sablonneux, rocheux ou marécageux. Enfin, avant l'extrémité ouest de Cap-Rouge, le parc de la Plage-Jacques-Cartier dont la superficie est de 17 ha.
Le long du nord-est du plateau, loge le coteau Sainte-Geneviève, une bande verte d'une centaine de mètres de largeur et longue d'environ 5 km, s'étendant du cimetière Belmont jusqu'au bout du quartier Saint-Jean-Baptiste. Le coteau est peuplé d'essences essentiellement feuillues, dont certaines introduites (érable à Giguère, le pommier et les chèvrefeuilles).

### Géologie
Géologiquement, le promontoire de Québec appartient à la chaîne de montagnes des Appalaches. En termes d'unité de paysage, il constitue l'une des terrasses de Cap-Rouge–Beaupré.
Après la dernière période glaciaire, l'inlandsis qui recouvrait la région fait place à la mer de Champlain, puis au lac Lampsilis. Vers 8000 av. J.-C., le relèvement du bouclier canadien permet à la colline de Québec d'émerger hors des eaux. Le promontoire prend alors l'apparence d'une île allongée, comme l'île d'Orléans. Vers 2000 av. J.-C., le fleuve Saint-Laurent atteint approximativement le niveau qu'il a aujourd'hui. Du côté sud, le promontoire est toujours ceint par l'eau. Au nord, on retrouve la vallée de la rivière Saint-Charles, émergée.

Carte topographique de la colline.

### Points d'intérêt
- Le cap Diamant (46° 48′ 22″ N, 71° 12′ 18″ O) est un cap à l'est de la colline.
- Le coteau Sainte-Geneviève (46° 48′ 14″ N, 71° 14′ 06″ O), nom donné à l'escarpement du côté nord-est.
- La pointe à Puiseaux (46° 46′ 23″ N, 71° 14′ 35″ O), un cap au centre-sud de la colline.
- La Pointe-de-Sainte-Foy (46° 45′ 11″ N, 71° 20′ 02″ O), extrémité ouest de la colline.
- Sommet de Sainte-Foy (46° 46′ 19″ N, 71° 18′ 07″ O), 105 m. Il est situé à l'intersection de l'autoroute Henri-IV et du chemin des Quatre-Bourgeois.
- Sommet de Québec (46° 48′ 22″ N, 71° 12′ 29″ O), 101 m. Il s'agit de la citadelle de Québec.

## Histoire

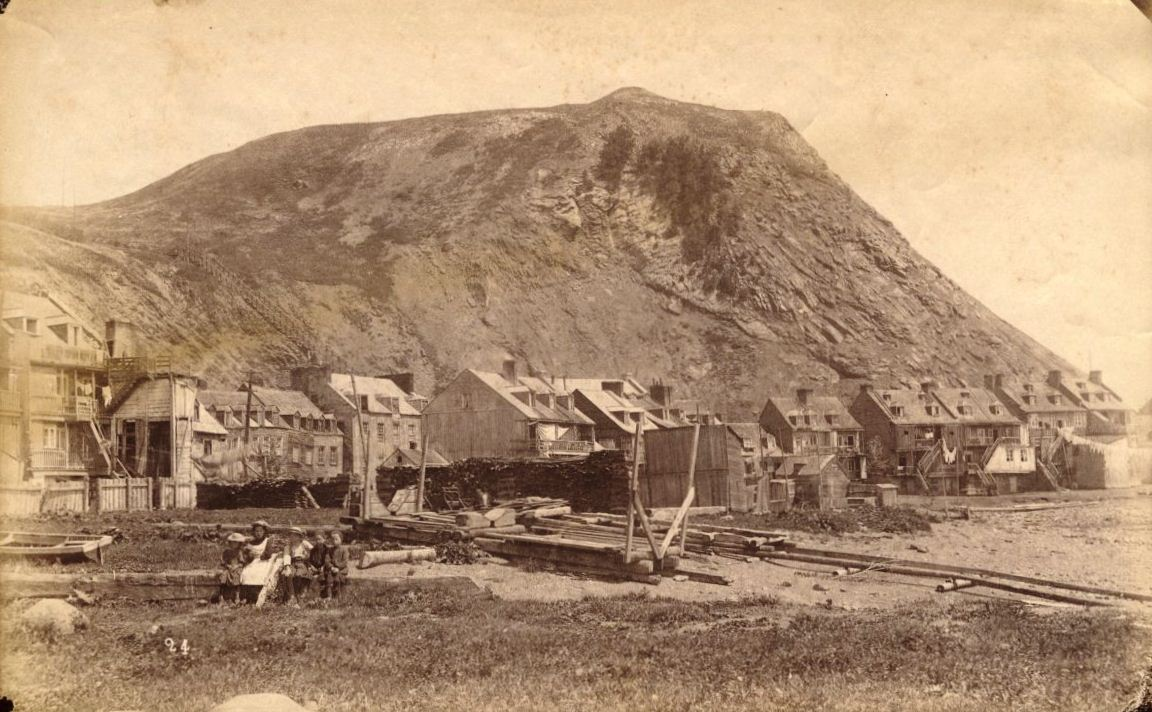
Le cap Diamant en 1895.

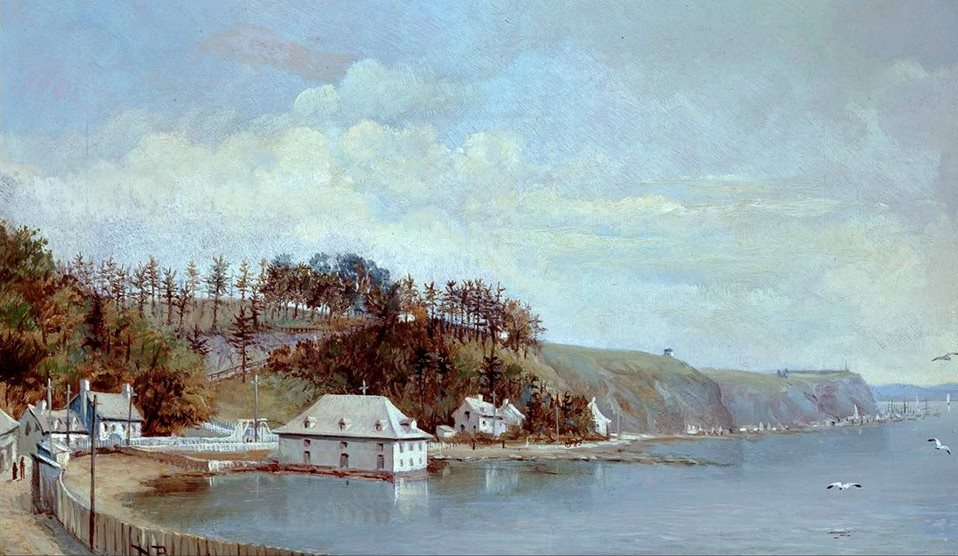
La colline de Québec peinte en 1887 par Henry Richard Bunnett.

### Colonisation
Jacques Cartier est le premier à attester par écrit de la présence de la colline. En 1541, il fonde Charlesbourg-Royal sur la colline à son extrémité ouest, près de la rivière du Cap Rouge. Ce poste, premier établissement européen en Amérique du Nord, est abandonné l'année suivante. En 1608, Samuel de Champlain fait ériger l'Habitation de Québec à l'extrémité est de la colline. C'est à partir de cet emplacement (aujourd'hui connue comme la basse-ville du Vieux-Québec) que se développe la ville de Québec. En 1620, Champlain fait bâtir le fort Saint-Louis en haut de la colline (près de l'actuel château Frontenac). À partir de ce moment, la colline s'urbanise à l'intérieur des fortifications de Québec. La « Haute-Ville » du Vieux-Québec devient le centre administratif où on retrouve entre autres la première cathédrale, l'église Notre-Dame-de-Paix (1647), et le Séminaire de Québec (1663). En 1638, les Jésuites fondent à l'ouest de la colline la mission Notre-Dame-de-Foy, qui deviendra plus tard Sainte-Foy.

### Urbanisation
Le promontoire est défriché progressivement de l'est vers l'ouest, en partant du Vieux-Québec vers Sainte-Foy. Au XVIIIe siècle apparaissent les faubourg Saint-Jean et Saint-Louis. Au XIXe siècle, Montcalm, Saint-Sacrement et Sillery se développent à leur tour. Cependant, l'aménagement en quartiers résidentiels est très récent. Encore en 1950, la moitié de la superficie de la colline est agricole.
Quelques incidents géologiques, souvent mineurs, sont survenus au cours des siècles. L'éboulement de 1889 est le plus dévastateur : un pan du cap Diamant se décroche et s’abat sur des immeubles en contrebas faisant plusieurs morts.
En 1930, un tunnel ferroviaire est construit sous la colline. Toujours en fonction, il permet de relier le quartier Saint-Sauveur au nord à l'anse au Foulon au sud. Vers 1970, on projette la construction d'un tunnel autoroutier qui relirait l'autoroute Dufferin-Montmorency au boulevard Champlain, artère longeant le fleuve au sud de la colline. Une partie est creusée mais le projet est abandonné.

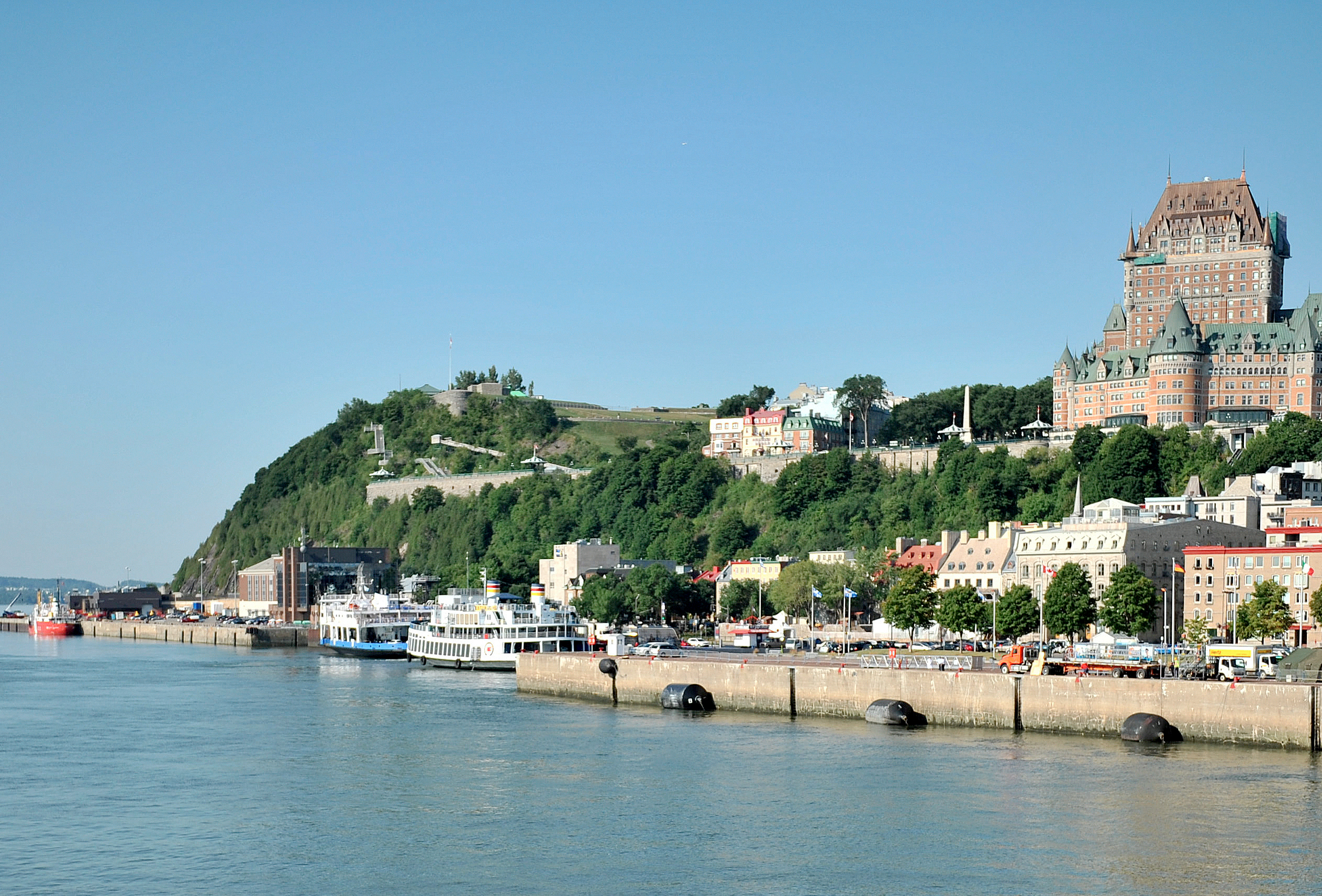
Le cap Diamant.
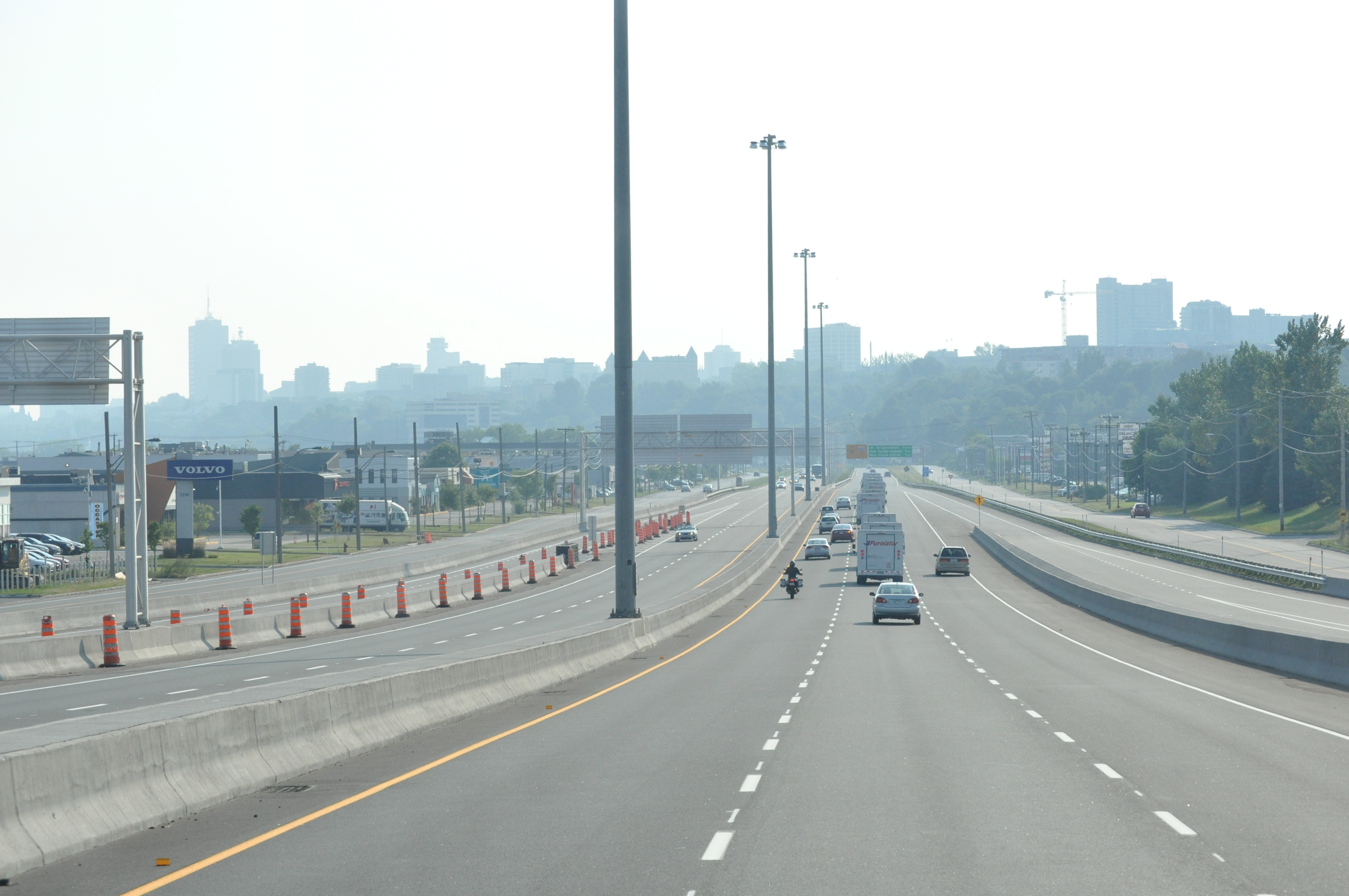
Vue du coteau Sainte-Geneviève depuis l'autoroute 440 (Charest).
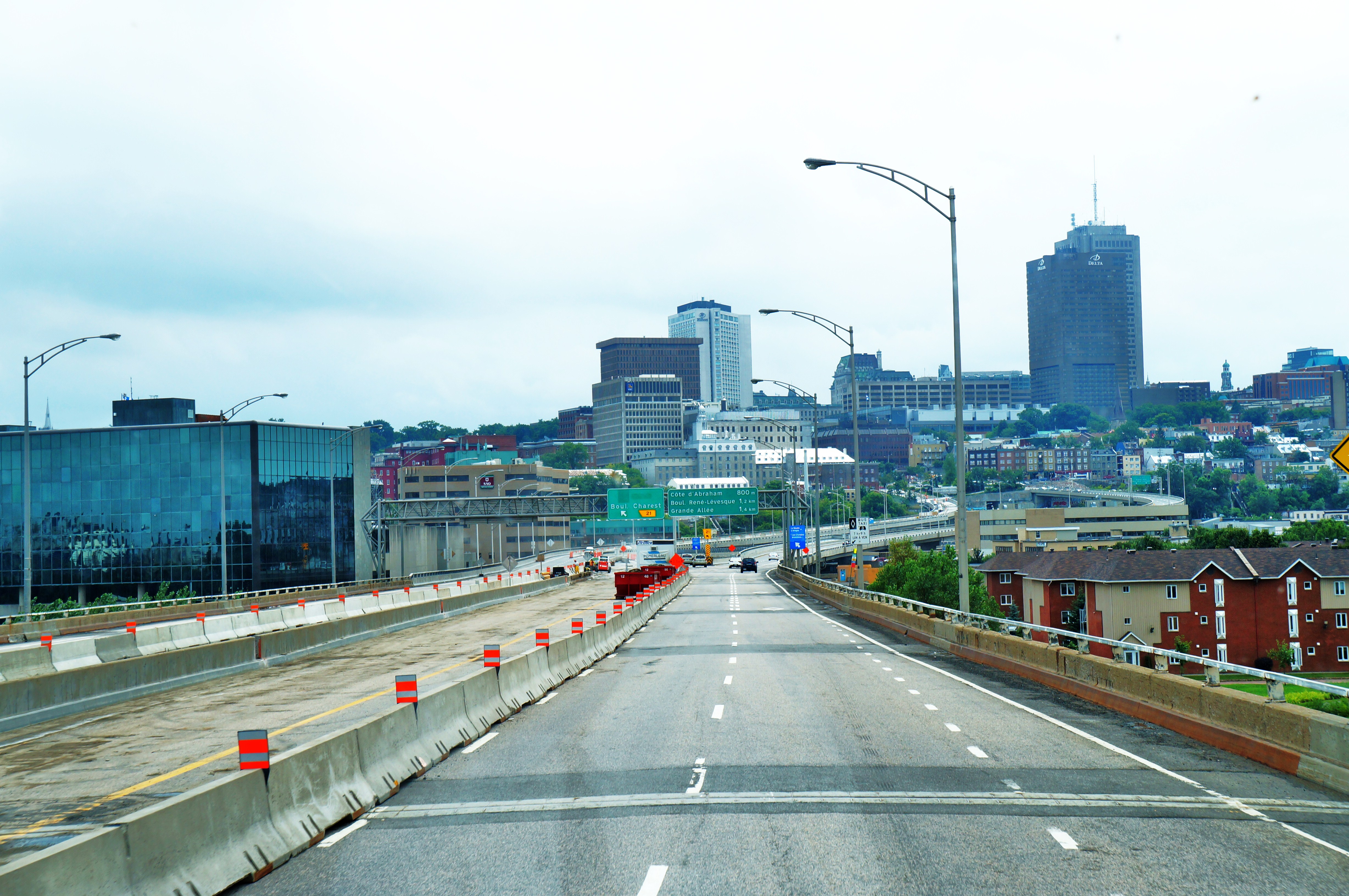
Accès par l'autoroute 440 (Dufferin-Montmorency).
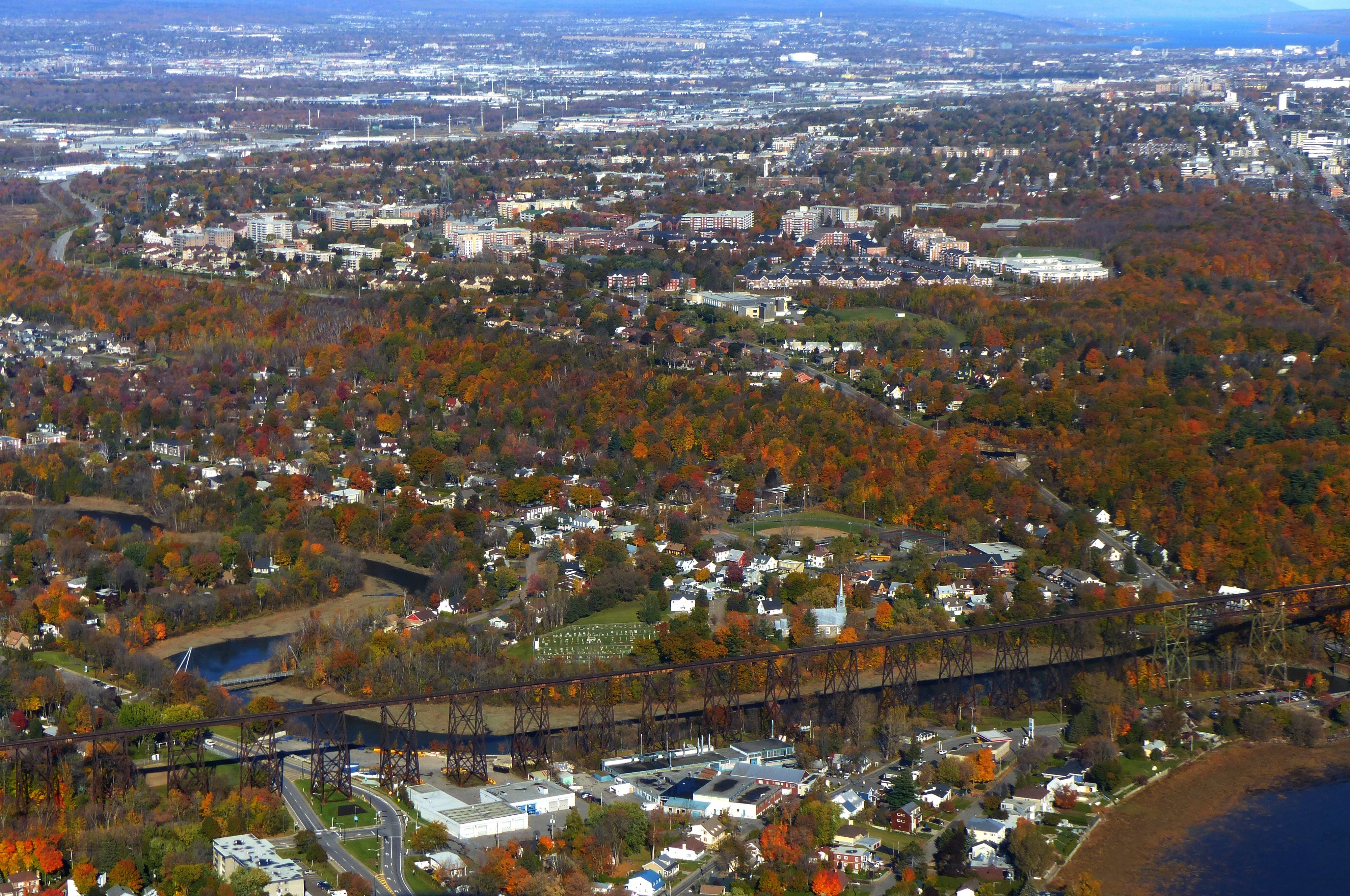
Quartier Pointe-de-Sainte-Foy.

## Ascension

### Escaliers
Il existe en tout près de 30 escaliers de longueur variable adossés à la colline. Des sentiers tracés par les utilisateurs eux-mêmes ont été aménagés en escalier vers le milieu du XIXe siècle et, à leur apogée, on en aurait recensé une centaine dans la ville. Le plus long, l'escalier du Cap-Blanc (398 marches), permet l'accès aux plaines d'Abraham et est le seul qui se rend au sommet, suivi par l'escalier des Franciscains avec 157, qui joint les quartiers Montcalm et Saint-Sauveur. Il existe également l'escalier du Faubourg (46° 48′ 40″ N, 71° 13′ 23″ O) ou bien l'escalier Casse-Cou (46° 48′ 43″ N, 71° 12′ 11″ O). 

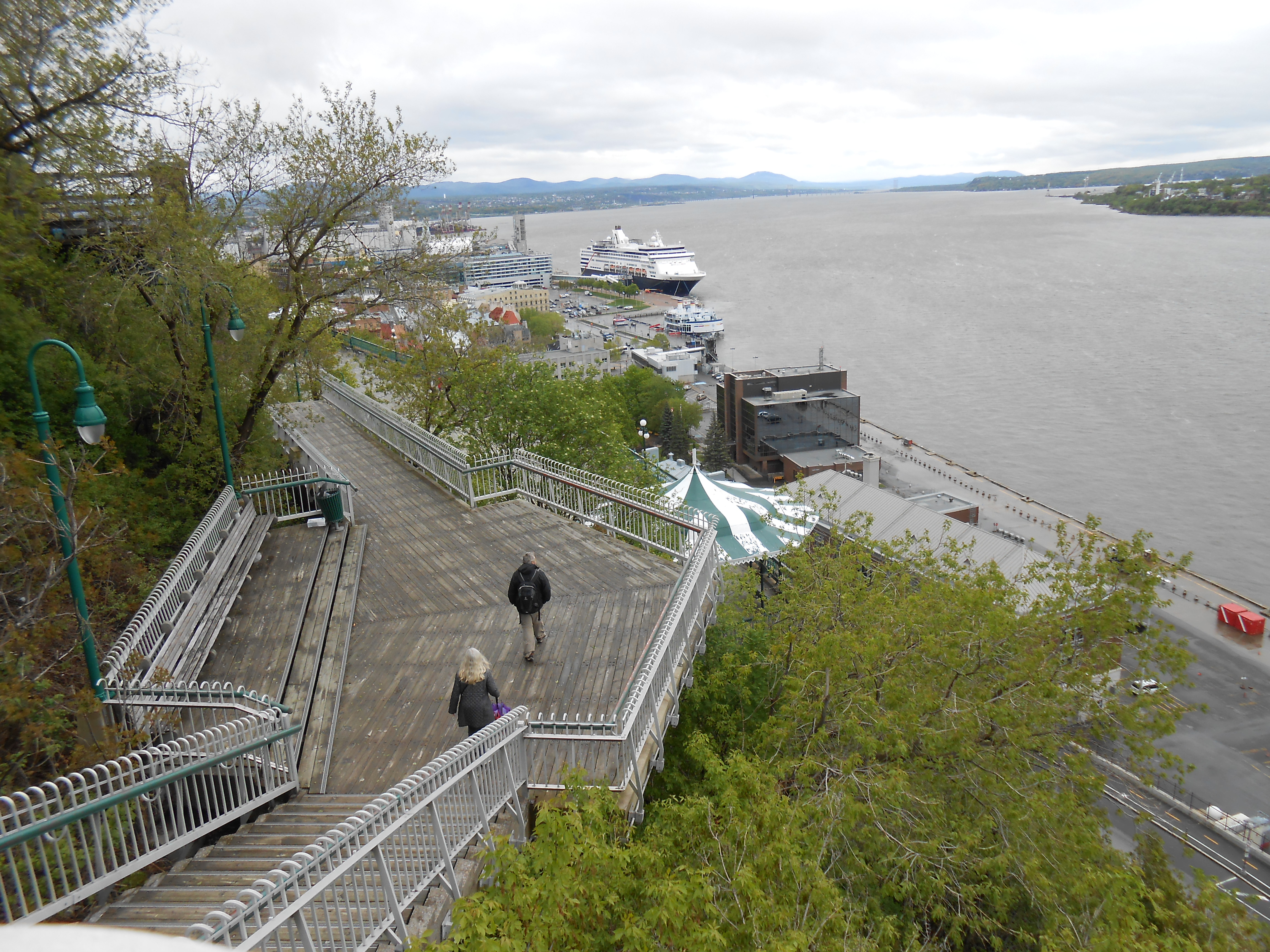
La promenade des Gouverneurs.
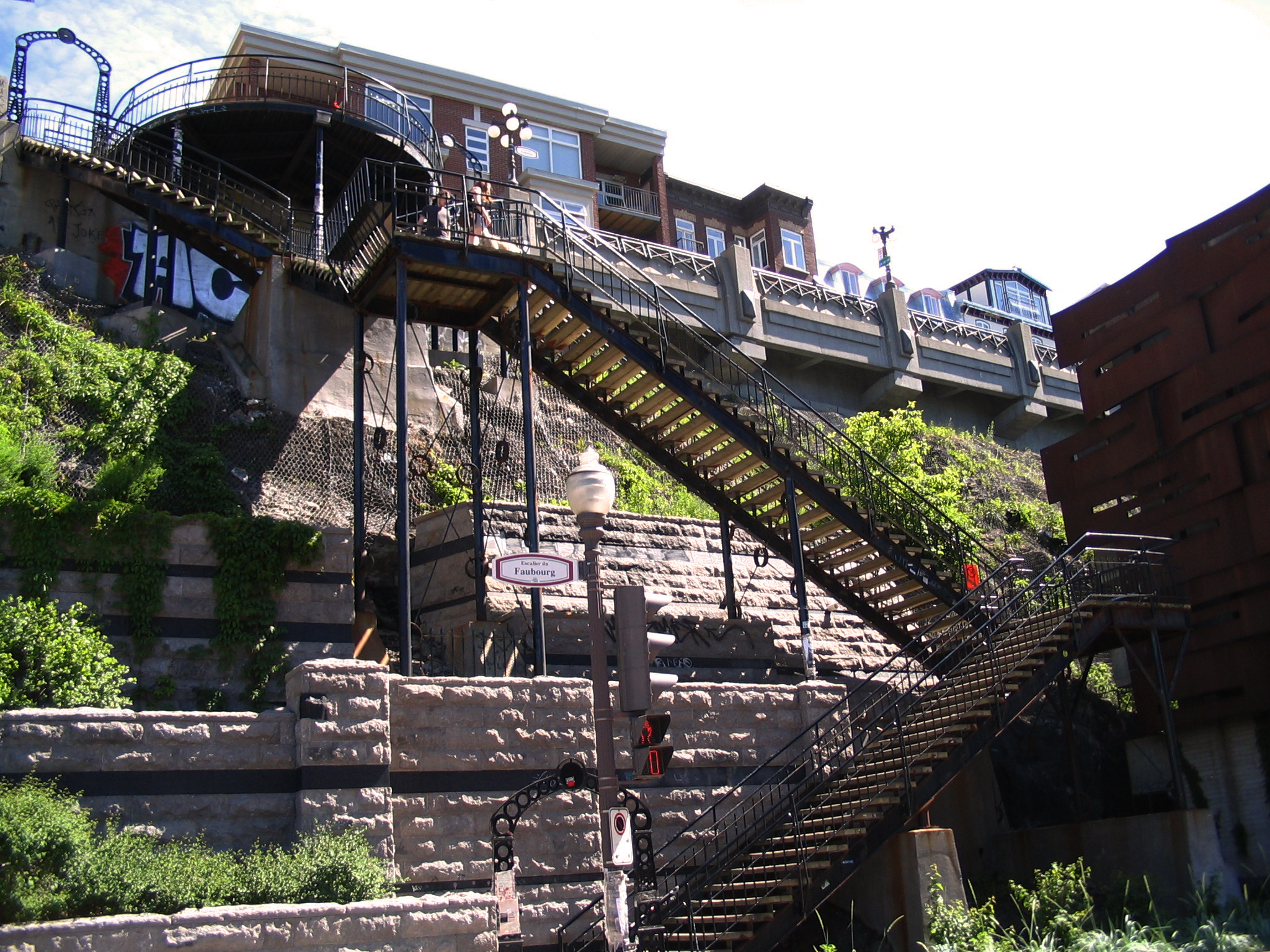
L'escalier du Faubourg.
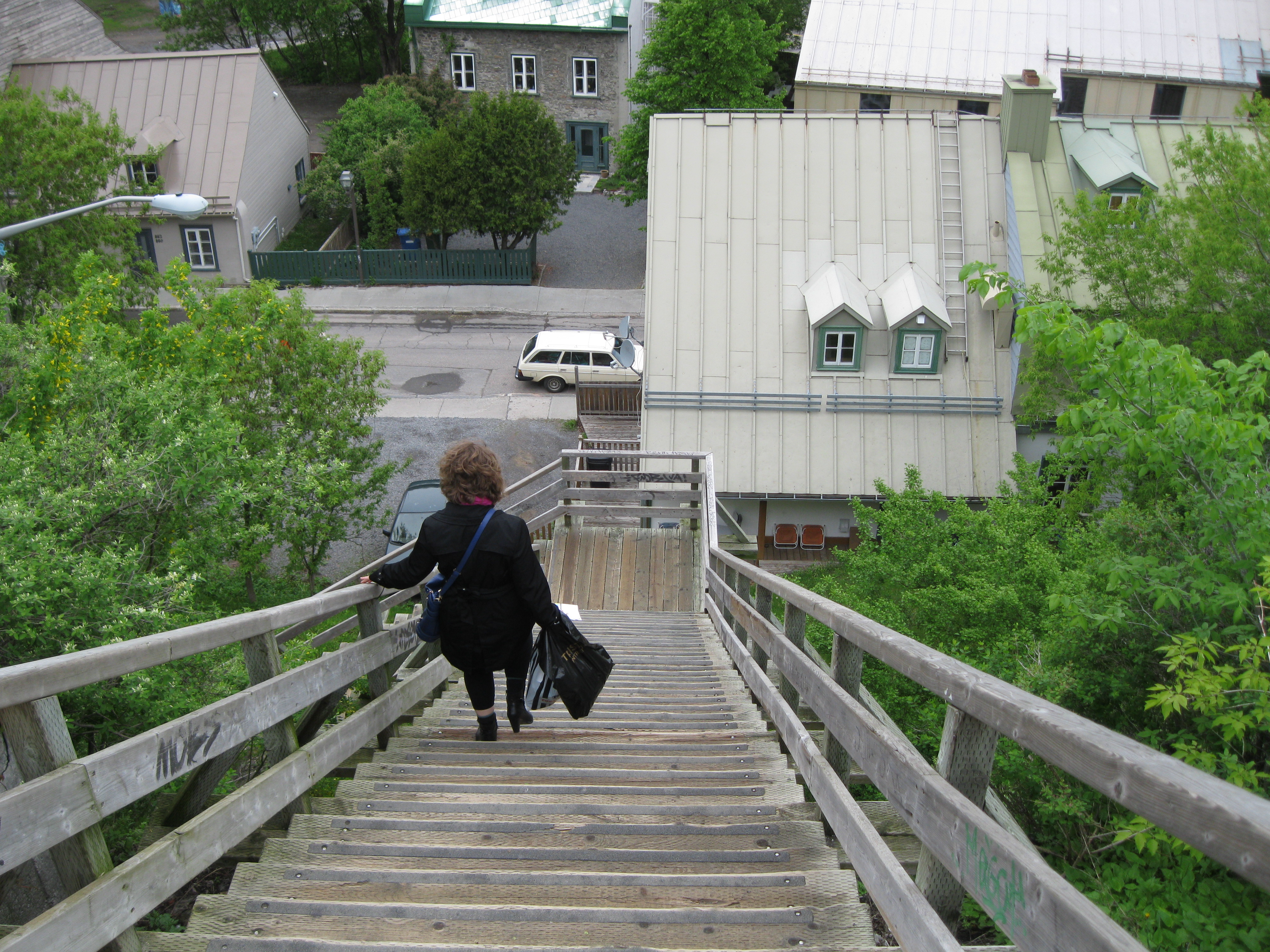
L'escalier des Glacis.
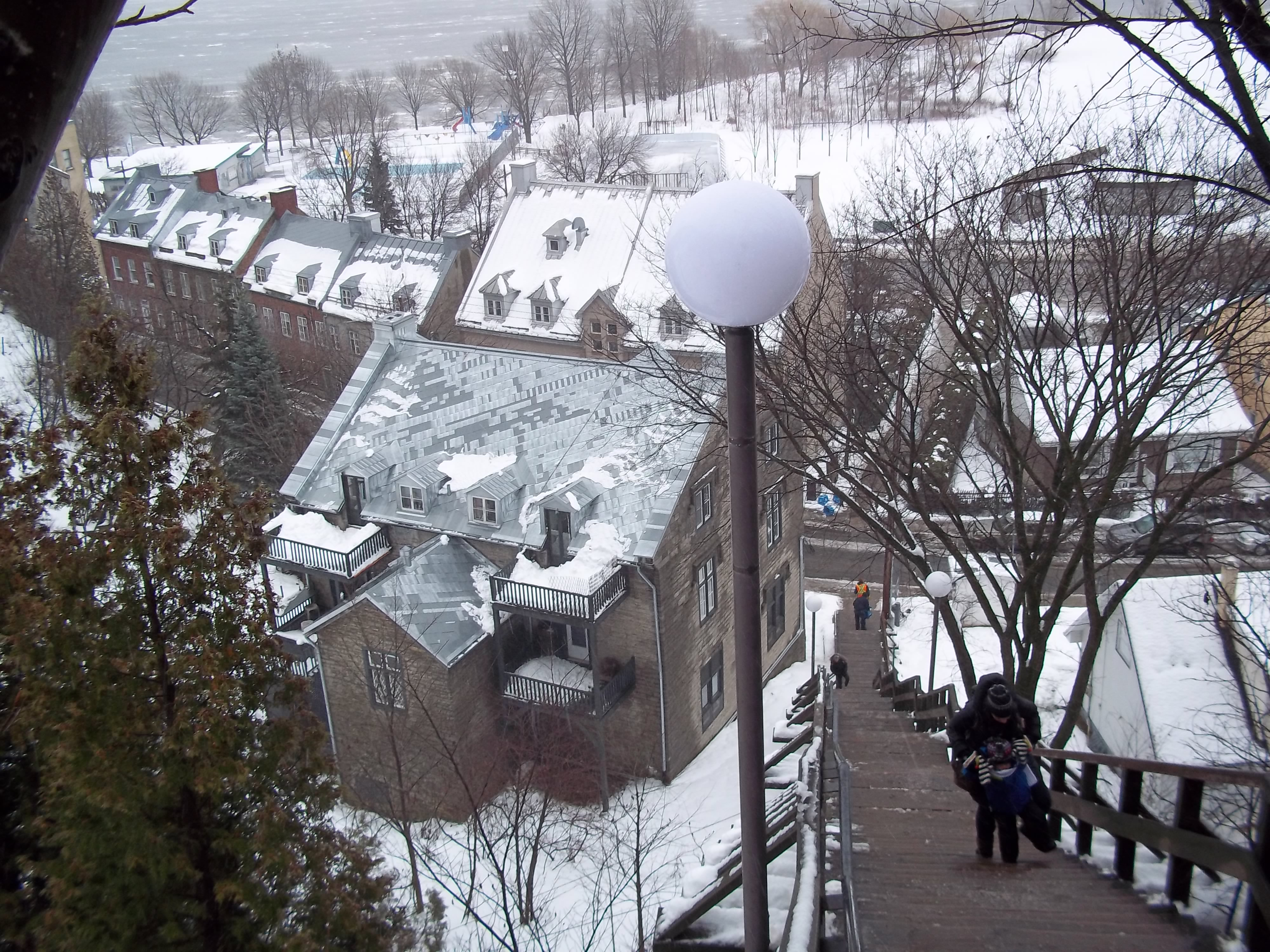
L'escalier du Cap-Blanc.

### Ascension mécanique

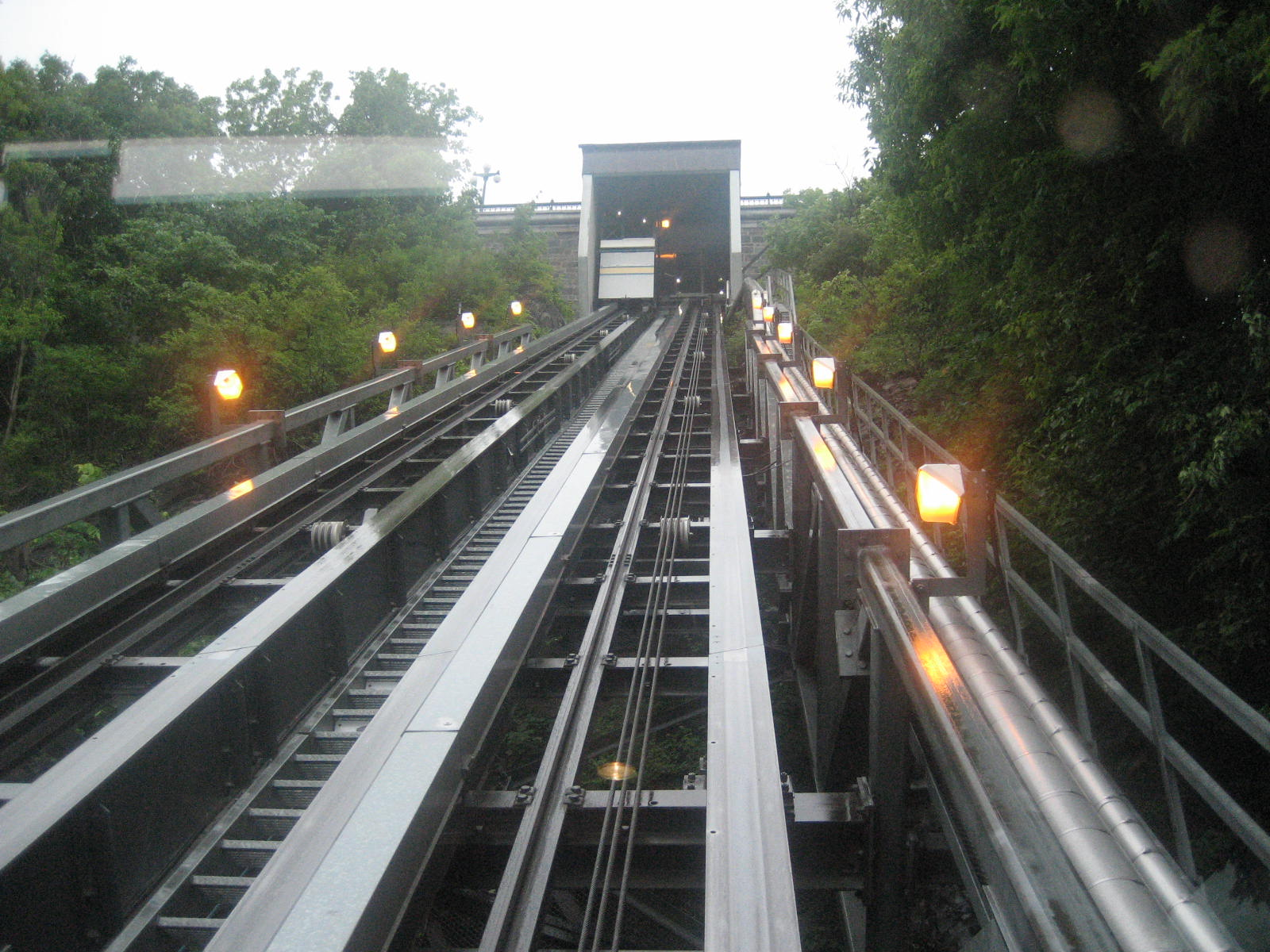
Le funiculaire du Vieux-Québec.

Il existe deux méthodes d'ascension mécanique : le funiculaire du Vieux-Québec, reliant la Basse-Ville et la Haute-Ville du Vieux-Québec, ainsi que l'ascenseur du Faubourg, reliant les quartiers Saint-Roch et Saint-Jean-Baptiste.

### Voie publiques

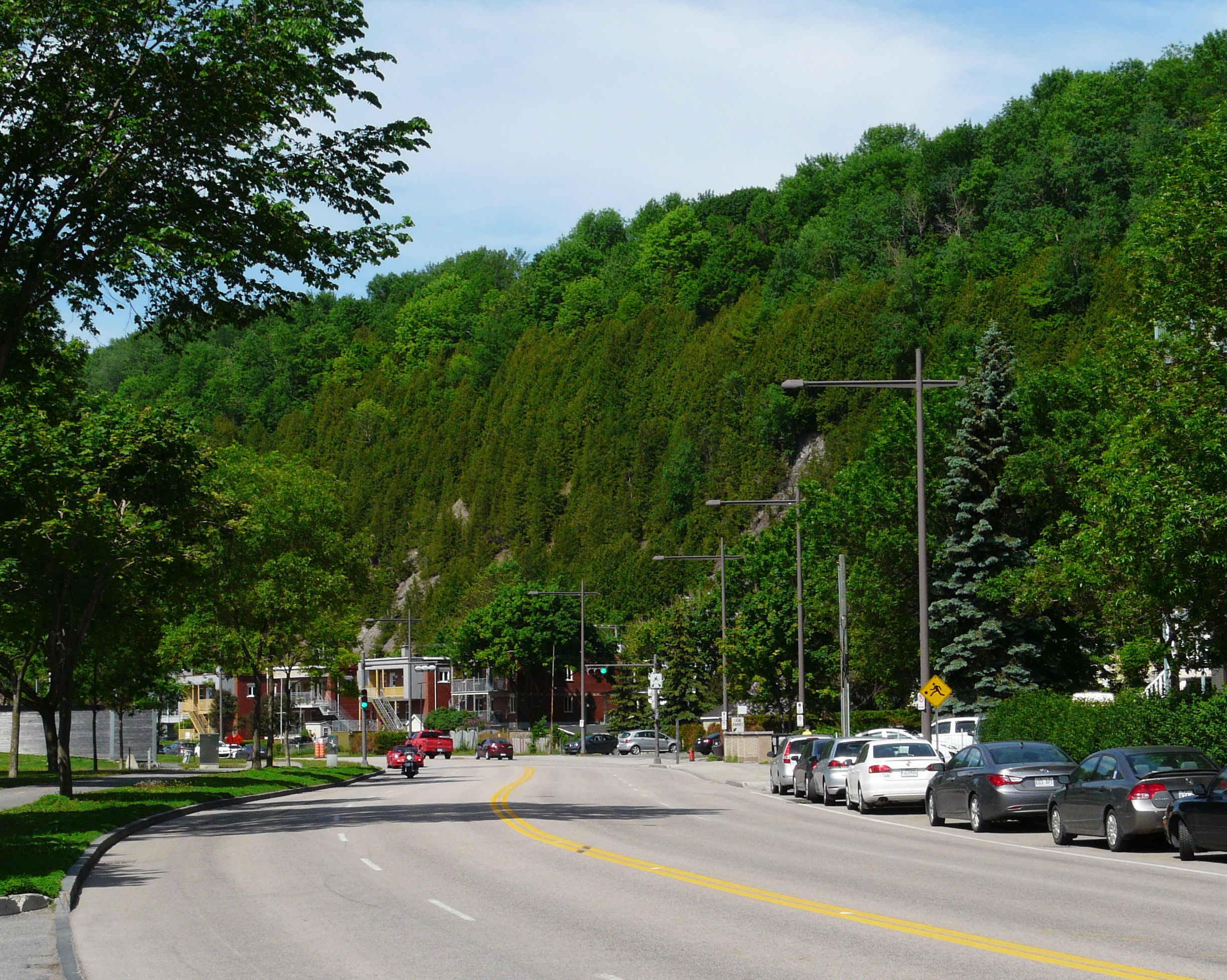
Le boulevard Champlain et sa promenade longe la colline de Québec du côté sud.

Parmi les principales côtes permettant d'accéder au plateau, on retrouve, dans le sens anti-horaire :
- l'avenue De Salaberry
- la côte Saint-Sacrement
- l'autoroute Robert-Bourassa
- l'autoroute Henri-IV
- l'autoroute Duplessis
- la côte de Cap-Rouge
- la côte Ross
- la côte à Gignac
- la côte de Sillery
- la côte Gilmour
- la côte de la Montagne
- La côte de la Potasse et la côte du Palais
- la côte d'Abraham puis l'avenue Honoré-Mercier
- la côte de l'Aqueduc